# Antonino Barraco
Antonino Barraco detto Nino (Marsala, 19 maggio 1964) è un allenatore di calcio ed ex calciatore italiano, di ruolo attaccante.
Nella lunga carriera (ha giocato fino a 53 anni) ha totalizzato complessivamente 30 presenze e 8 reti in Serie B, tutte con il Palermo.
È il miglior realizzatore nella storia del Trapani Calcio, con 81 reti realizzate (74 in campionato, 6 in Coppa Italia ed un goal nei play-off) tra la Serie C1, la Serie C2 e la Serie D..

## Carriera
Classica mezzapunta di talento, dopo aver giocato nelle giovanili del Marsala esordisce in Promozione con il Lumezzane nella stagione 1981-1982, per poi passare al Marsala, con cui nella stagione 1982-1983 e nella stagione 1983-1984 gioca nel Campionato Interregionale. Nel 1984 passa allo Scicli, con cui nella stagione 1984-1985 disputa 29 partite in Interregionale segnando 7 reti; l'anno successivo va invece a segno per 8 volte in 27 presenze, stesso bilancio che mantiene anche nella stagione 1986-1987. Nella stagione 1987-1988 arriva invece in doppia cifra, realizzando 12 reti in 28 presenze. Dopo quattro stagioni lascia lo Scicli, con cui ha realizzato in totale 35 reti in 111 presenze in campionato, per passare all'Acireale, con cui vince il campionato segnando 8 reti in 32 presenze; rimane ad Acireale anche per la stagione 1989-1990, disputata in Serie C2.

### Tra i professionisti
All'età di 25 anni esordisce quindi tra i professionisti, segnando 3 reti in 28 presenze ed ottenendo una promozione in Serie C1. Nel 1990 scende di categoria e si accasa al Trapani Calcio, con cui nella stagione 1990-1991 arriva secondo in Interregionale dietro al Gangi, segnando 7 reti in 32 presenze; ottiene un secondo posto anche nella stagione 1991-1992, nella quale va a segno 11 volte in 31 incontri. Nel corso di questa stagione arriva inoltre al Trapani l'allenatore Ignazio Arcoleo (che sostituisce a campionato iniziato Lino De Petrillo), con cui nella stagione 1992-1993 i siciliani vincono il Campionato Nazionale Dilettanti, e Barraco è capocannoniere con 24 reti in 33 presenze; nella stagione 1993-1994 i granata vincono il secondo campionato consecutivo, passando così dalla Serie C2 alla Serie C1, grazie anche alle 14 reti in 29 presenze di Barraco, che è il miglior marcatore stagionale della sua squadra. Nella stagione 1994-1995 la squadra, sempre allenata da Arcoleo, arriva quarta in classifica nel campionato di Serie C1 e perde la semifinale playoff contro il Gualdo; Barraco chiude la stagione con 11 reti in 31 presenze, a cui aggiunge un'ulteriore rete nella partita di andata contro il Gualdo.
Nel giugno del 1995 lascia dopo cinque stagioni consecutive il Trapani e scende di categoria accasandosi in Serie C2 al Catania, con cui inizia quindi la stagione 1995-1996; dopo aver segnato 2 reti in 19 presenze in quarta serie, nel marzo del 1996 si trasferisce in Serie B al Palermo, allenato dal suo ex allenatore Ignazio Arcoleo; qui, conclude la stagione 1995-1996 mettendo a segno 4 reti in 11 presenze nel campionato cadetto, nel quale esordisce all'età di 32 anni, segnando inoltre una rete all'esordio, contro il Brescia. Viene riconfermato dai rosanero (sempre allenati da Arcoleo, che poi verrà sostituito a stagione in corso da Giampiero Vitali) anche per la stagione 1996-1997, giocata sempre in seconda serie. Durante l'annata Barraco disputa in totale 19 partite di campionato nelle quali realizza 4 reti; a fine anno i rosanero retrocedono in Serie C1, e l'attaccante siciliano cambia maglia tornando dopo 13 anni al Marsala, in Serie C2. Nel suo primo anno realizza 8 reti in 32 presenze, vincendo il campionato ed ottenendo quindi la seconda promozione in Serie C1 della sua carriera dopo quella di quattro anni prima col Trapani; rimane a Marsala anche nella stagione 1998-1999, al termine della quale la squadra si salva ai playout; in stagione Barraco realizza 6 reti in 29 presenze.
Dopo due anni al Marsala fa ritorno al Palermo, con cui nella stagione 1999-2000 disputa il campionato di Serie C1; nel corso della stagione segna anche una rete in Coppa Italia, il 15 settembre 1999 nella sconfitta casalinga per 3-1 contro la Sampdoria, formazione di Serie A. A stagione in corso Barraco passa poi al Taranto, in Serie D, campionato che i pugliesi concludono secondi in classifica ad un punto dal Campobasso, venendo comunque ripescati in Serie C2 in estate; con il Taranto Barraco gioca in totale 7 partite e realizza una rete. Anche l'anno seguente rimane in Serie D, questa volta con i siciliani dello Sciacca: con i neroverdi conquista la salvezza segnando 15 reti in 25 partite di campionato, rimanendo svincolato a fine stagione anche a causa del fallimento del club.

### Tra i dilettanti
Nell'estate del 2001 fa ritorno per la terza volta in carriera al Marsala, con cui vince un campionato di Eccellenza. L'anno seguente milita nuovamente in Eccellenza, con Modica e Mazara (con cui finisce la stagione); nel 2003 gioca a Salemi, sempre in Eccellenza. Nella stagione 2003-2004 gioca invece in Serie D, con la maglia del Trapani, dove ritorna a giocare dopo nove anni e segna 7 reti in 23 presenze; milita in Serie D anche nella stagione 2004-2005 col Modica, con cui vince il campionato ottenendo la promozione in Serie C2.
Nel 2005 scende di categoria, venendo tesserato dai ragusani del Pozzallo, con cui termina al terzo posto in classifica il campionato di Promozione, vincendo anche i play-off del proprio girone al termine delle sfide con Gattopardo Palma e Sommatino.
In seguito ha giocato in Eccellenza con il Petrosino Marsala, con cui nella stagione 2006-2007 ha segnato 6 reti ed ottenuto un decimo posto in classifica, con conseguente salvezza. Nel 2007 scende nuovamente di categoria e fa ritorno per la quarta volta al Marsala, con cui chiude il campionato di Promozione con una salvezza ai play-out, nei quali sconfigge la Sancataldese; l'anno successivo rimane a Marsala, arrivando terzo in classifica ed ottenendo la promozione in Eccellenza dopo aver eliminato Valderice ed Alcamo nei play-off. Nella stagione 2009-2010 rimane al Marsala, con cui vince il campionato di Eccellenza (con conseguente promozione in Serie D).
Nella stagione 2010-2011 e nella stagione 2011-2012 ha giocato in prestito nella Marian Strasatti), squadra marsalese militante nel campionato di Promozione; in particolare, nella prima stagione ha ottenuto un quarto posto in classifica e perso la semifinale play-off contro il Riviera Marmi Custonaci, mentre nella seconda è stato ceduto a campionato in corso al Campobello di Mazara, militante a sua volta in Promozione e con cui ha ottenuto la salvezza. Dopo i due anni di prestito è tornato per la quinta ed ultima volta in carriera a vestire la maglia del Marsala (con cui ha giocato per complessive nove stagioni), chiudendo il campionato di Eccellenza con la salvezza dopo la vittoria nei play-out contro il Parmonval.
Nella stagione 2013-2014 ha giocato con la maglia del Borgata Terrenove in Prima Categoria, vincendo il campionato; è stato riconfermato anche per la stagione 2014-2015, giocata in Promozione. A stagione in corso è inoltre diventato allenatore della squadra, mantenendo comunque anche il ruolo di giocatore; a fine anno la squadra si è piazzata al nono posto in classifica, ottenendo quindi la salvezza; i biancorossi arrivano inoltre alle semifinali della fase regionale di Coppa Italia.
Nella stagione 2015-2016 dopo undici mesi di inattività viene ingaggiato in Prima Categoria nella Libertas Marsala ad aprile 2016, giocando da titolare due delle ultime tre giornate di campionato, che consentono alla squadra di salvarsi evitando i play-out.
Il 7 aprile 2017 dopo 11 mesi di inattività viene ingaggiato per le ultime 3 partite del campionato di Promozione dal Cinque Torri Trapani, con cui segna una rete all'esordio, chiudendo poi la stagione con 4 reti in 2 presenze.

### Allenatore
Nella sua ultima stagione da calciatore ha anche allenato la squadra Juniores del Borgata Terrenove.
Nella stagione 2014-2015 ha invece allenato la prima squadra, in Promozione.
Nella stagione 2016-2017 è un allenatore del settore giovanile della Polisportiva Boeo di Marsala, allenando sotto la sua esperienza i piccoli delle classi 2005 e 2009.

## Palmarès

### Giocatore

#### Competizioni nazionali
- Campionato Interregionale: 1

Acireale: 1988-1989
- Campionato Nazionale Dilettanti: 1

Trapani: 1992-1993
- Serie C2: 2

Trapani: 1993-1994
Marsala: 1997-1998
- Serie D: 1

Modica: 2004-2005

#### Competizioni regionali
- Eccellenza: 2

Marsala: 2001-2002, 2009-2010
- Prima Categoria: 1

Borgata Terrenove: 2013-2014